# 圓白鯧
圓白鲳（学名：Ephippus orbis）为白鲳科白鲳属的鱼类，俗名白鲳、鸡鲳、燕仔鲳、袋仔鲳、法地鲳、烟带鲳，台灣稱銅盤鯧。分布于印度洋非洲南岸、东至印度尼西亚、北至中国南海、台湾海峡等海域，属于暖水性鱼类。其主要生活于近海岩石或珊瑚礁间。该物种的模式产地在东南亚。

## 特徵

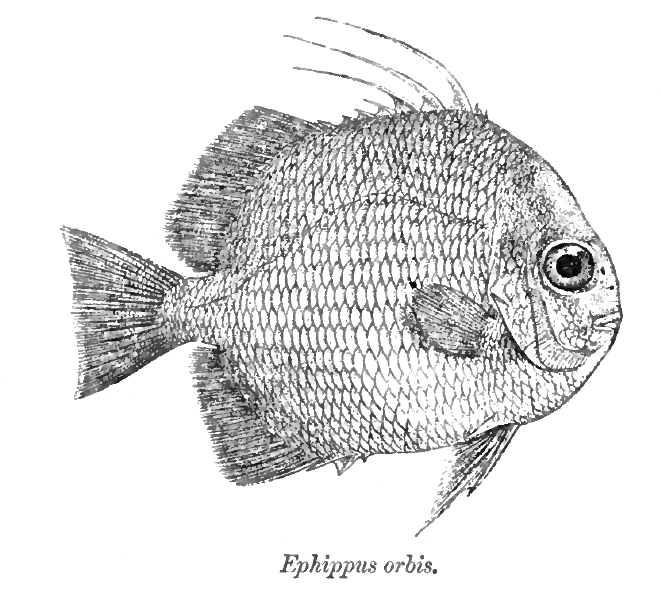
弗朗西·戴于1889年出版的《英属印度动物志》插图

本魚體側扁，略呈圓形。頭部陡斜，口小而圓鈍，眼大。體色為銀白色或銀灰色，側線呈弧形。背鰭棘具絲狀延長，尾鰭雙凹形，背鰭硬棘9枚；背鰭軟條19至20枚；臀鰭硬棘3枚；臀鰭軟條15至17枚，體長可達25公分。

## 生態
本魚棲息於沙泥底質的淺水區，屬中下水層魚類，游泳速度緩慢。屬肉食性，以小魚或小型底棲無脊椎動物為食，保育級別為普。

## 經濟利用
為經濟性食用魚。